# Mont Makushin
El mont Makushin, també conegut com a volcà Makushin (en anglès Makushin Volcano o Mount Makushin) és un estratovolcà cobert de gel que es troba a l'illa d'Unalaska, al grup de les illes Fox, a les illes Aleutianes, a l'estat d'Alaska. Amb una alçada d'entre 1.761 metres i 2.036 m, segons les fonts és el cim més alt de l'illa. El Makushin és un dels 40 volcans més actius d'Alaska, amb un mínim de dues dotzenes d'erupcions en els darrers milers d'anys; la darrera d'aquestes va ser el 1995.

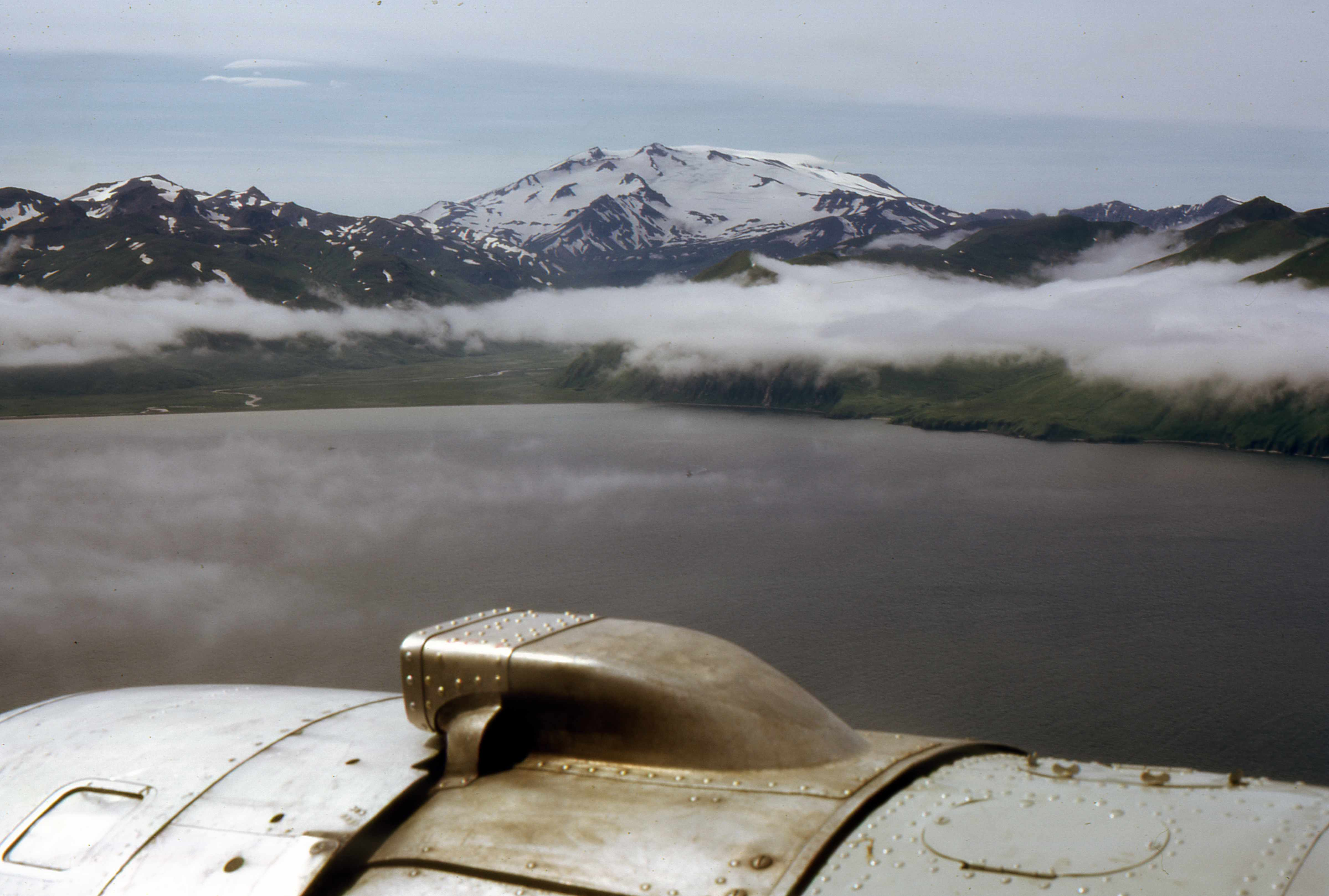
Vista d'Unalaska, amb el mont Makushin al fons.